# Cardiff Blues
O Cardiff Blues é um dos quatro equipes regionais profissionais galeses de rugby. Com sede em Cardiff, capital do País de Gales, o estádio de equipe é o Cardiff Arms Park.  Actualmente competem na Liga Celta de Rugby juntamente com três outras regiões galesas, quatro regiões irlandesas, duas equipas escocesas e duas equipas italianas. 
O Blues se classificou para a Copa Heineken cada temporada, e venceu a Copa Anglo-Galesa em  2008-09 e a Copa Desafio Europeu em 2009-10.

## Títulos
- Copa Desafio Europeu 2009-10

## Resultados e estatísticas

### Celtic League
| Temporada | Posição | Jogos | Vitórias | Empates | Derrotas | Pontos |
| --------- | ------- | ----- | -------- | ------- | -------- | ------ |
| 2003-04   | 6       | 22    | 11       | 0       | 11       | 54     |
| 2004-05   | 9       | 20    | 8        | 1       | 11       | 40     |
| 2005-06   | 4       | 20    | 11       | 0       | 9        | 63     |
| 2006-07   | 2       | 20    | 13       | 1       | 6        | 63     |
| 2007-08   | 2       | 18    | 12       | 0       | 6        | 56     |
| 2008-09   | 6       | 18    | 8        | 1       | 9        | 38     |
| 2009-10   | 5       | 18    | 10       | 0       | 8        | 44     |
| 2010-11   | 6       | 22    | 13       | 1       | 8        | 63     |
| 2011-12   | 7       | 22    | 10       | 0       | 12       | 50     |